# Smithwick's

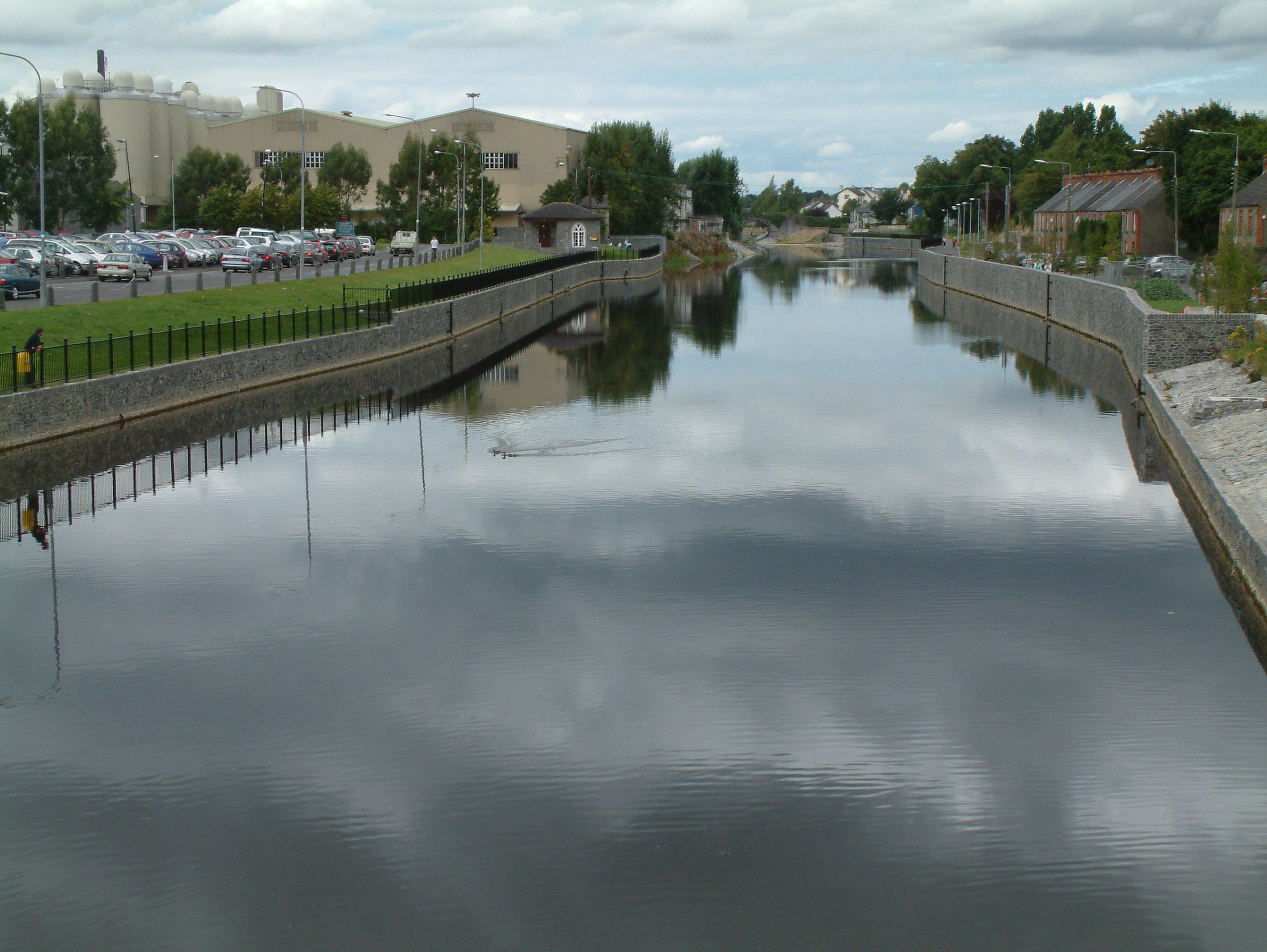
Fábrica de Smithwick's (izquierda de la imagen) junto al río Nore, en Kilkenny.

Smithwick's es una marca de cerveza irlandesa de tipo Red Ale cuyo origen se sitúa en Kilkenny, aunque también se fabrica en Dundalk. Su historia comienza en 1710, cuando John Smithwick elaboró sus primeras cervezas. En 1892 ganó el primer premio en una exhibición de elaboradores de cerveza y destiladores en Dublín. James Smithwick se hizo cargo de la empresa en 1900, y compró a la cervecera competidora Sullivan’s Kilkenny Breweries Ltd., lo que conllevó un aumento del negocio. En la década de 1930, se saca al mercado la cerveza Smithwick's No.1 y se empieza a anunciar en periódicos, autobuses y tranvías de todo Irlanda. En 1937 la Smithwick's No.1 gana el primer premio de la Competición de Cervezas Embotelladas de Londres. Fue adquirida por Guiness en 1965.
Es la tercera cerveza más popular de Irlanda, después de Guinness y Murphy's.